# All I Know So Far
Singles de P!nk
Anywhere Away From Here
(2021) Irrelevant
(2022)
All I Know So Far est une chanson interprétée par la chanteuse américaine P!nk.

Elle est sortie comme single le 7 mai 2021 pour assurer la promotion de la compilation All I Know So Far: Setlist qui sortira le 21 mai 2021. 

Plusieurs vidéos ont été faites et diffusées sur YouTube :
- l'audio, le 7 mai 2021[1] ;
- le clip en version longue, le 7 mai 2021[2] ;
- les paroles, le 21 mai 2021[3] ;
- le clip en version courte, le 27 mai 2021[4].

En novembre 2021, la chanson est nommée dans la catégorie Best Song Written For Visual Media des 64e Grammy Awards.

## Liste des pistes
| 1. | All I Know So Far | P!nk, Benj Pasek, Justin Paul | 4:37 |

| 1. | All I Know So Far (Cedric Gervais Remix)  | 3:10 |
| 2. | All I Know So Far (Syn Cole Remix)        | 2:56 |
| 3. | All I Know So Far (Luca Schreiner Remix)  | 2:44 |
| 4. | All I Know So Far (Dubdogz & Selva Remix) | 3:36 |

| 1. | All I Know So Far (7th Heaven Radio Edit) | 3:09 |